# Округ Доњи
Округ Доњи је насељено место у саставу општине Округ, на острву Чиову, Сплитско-далматинска жупанија, Република Хрватска.

## Историја
До територијалне реорганизације у Хрватској налазио се у саставу старе општине Трогир.

## Становништво
На попису становништва 2011. године, Округ Доњи је имао 268 становника.
| Број становника по пописима | Број становника по пописима | Број становника по пописима | Број становника по пописима | Број становника по пописима | Број становника по пописима | Број становника по пописима | Број становника по пописима | Број становника по пописима | Број становника по пописима | Број становника по пописима | Број становника по пописима | Број становника по пописима | Број становника по пописима | Број становника по пописима | Број становника по пописима |
| --------------------------- | --------------------------- | --------------------------- | --------------------------- | --------------------------- | --------------------------- | --------------------------- | --------------------------- | --------------------------- | --------------------------- | --------------------------- | --------------------------- | --------------------------- | --------------------------- | --------------------------- | --------------------------- |
| 1857                        | 1869                        | 1880                        | 1890                        | 1900                        | 1910                        | 1921                        | 1931                        | 1948                        | 1953                        | 1961                        | 1971                        | 1981                        | 1991                        | 2001                        | 2011                        |
| 0                           | 0                           | 55                          | 71                          | 104                         | 94                          | 0                           | 0                           | 147                         | 143                         | 146                         | 106                         | 97                          | 126                         | 213                         | 268                         |

Напомена: До 1981. исказује се под именом Доњи Округ. У 1857, 1869, 1921. и 1931. подаци су садржани у насељу Округ Горњи.

### Попис1991.
На попису становништва 1991. године, насељено место Округ Доњи је имало 126 становника, следећег националног састава:
| Попис 1991.‍  | Попис 1991.‍  | Попис 1991.‍ | Попис 1991.‍ | Попис 1991.‍ |
| ------------ | ------------ | ----------- | ----------- | ----------- |
|              |              |             |             |             |
| Хрвати       | Хрвати       |             | 117         | 92,85%      |
| Мађари       | Мађари       |             | 1           | 0,79%       |
| Немци        | Немци        |             | 1           | 0,79%       |
| Срби         | Срби         |             | 1           | 0,79%       |
| неопредељени | неопредељени |             | 6           | 4,76%       |
| укупно: 126  |              |             |             |             |